# St Gennys
St Gennys est une paroisse civile des Cornouailles, en Angleterre.